# غواصات (شراب)
غواصات (شراب) (بالاسبانيّة: (Submarino (bebida)، تعني الغوص أو المجداف، وهي شراب يُشرَب بشكل تقليديّ في الارجنتين والاوروغواي. وهو يتألف من شريط من الشوكولاتة الداكنة المذابة داخل كوب من الحليب الساخن ويحرك باستخدام ملعقة طويلة (مشابهة لملعقة الشاي المثلجة) حتى يتم إذابة الشوكولاتة بشكل كامل.
وعادةً يُستمتَع بشربه في فصل الشتاء، وحسب التقاليد يتم تقديمها في كوب زجاجي طويل يُحمَل على كأس معدني. تم تصميم مقبض للكأس الحامل؛ ليُحمَل الكأس دون أن يحرق الشخص نفسه. كما يتم تقديمها في أنابيب ساخنة للتأكد من أنّ الشوكولاتة تذوب بشكل كامل.

تظهر الصور التالية الطريقة التقليديّة لتحضير الشراب:

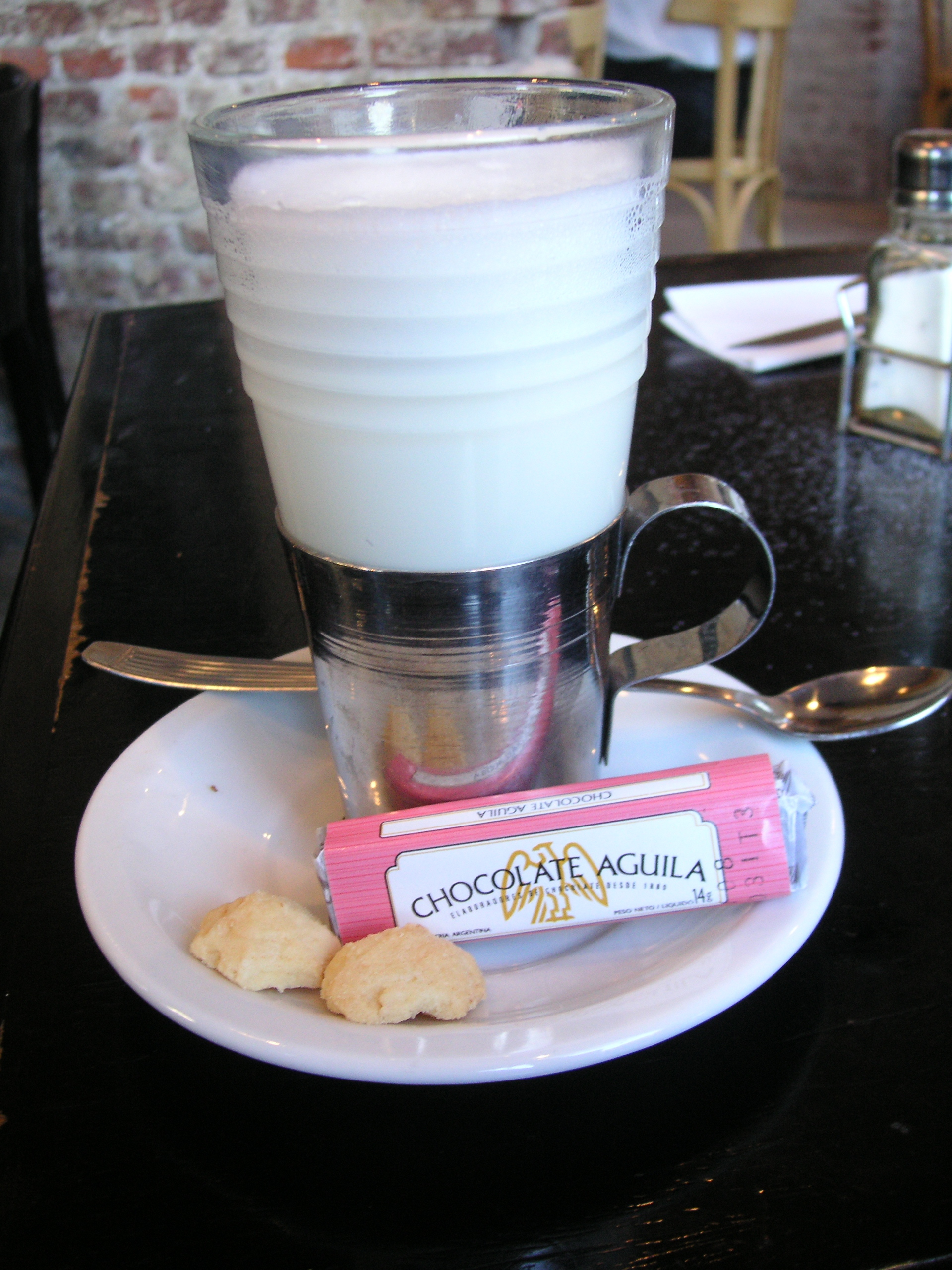
الخطوة الأولى: تقديم كوب من الحليب الساخن مع شريط من الشوكولاتة.
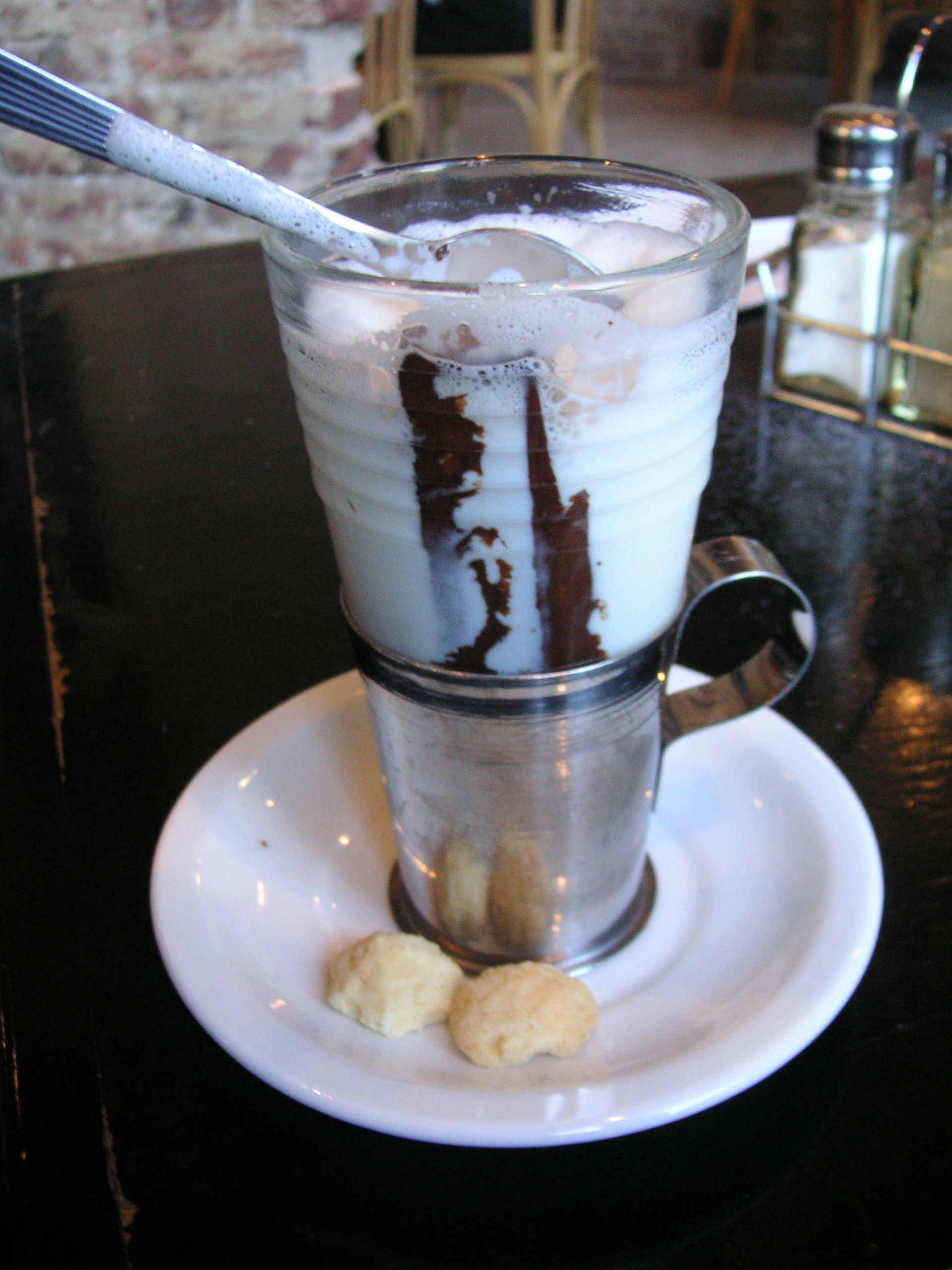
الخطوة الثانية: إلقاء الشوكولاتة داخل الحليب.
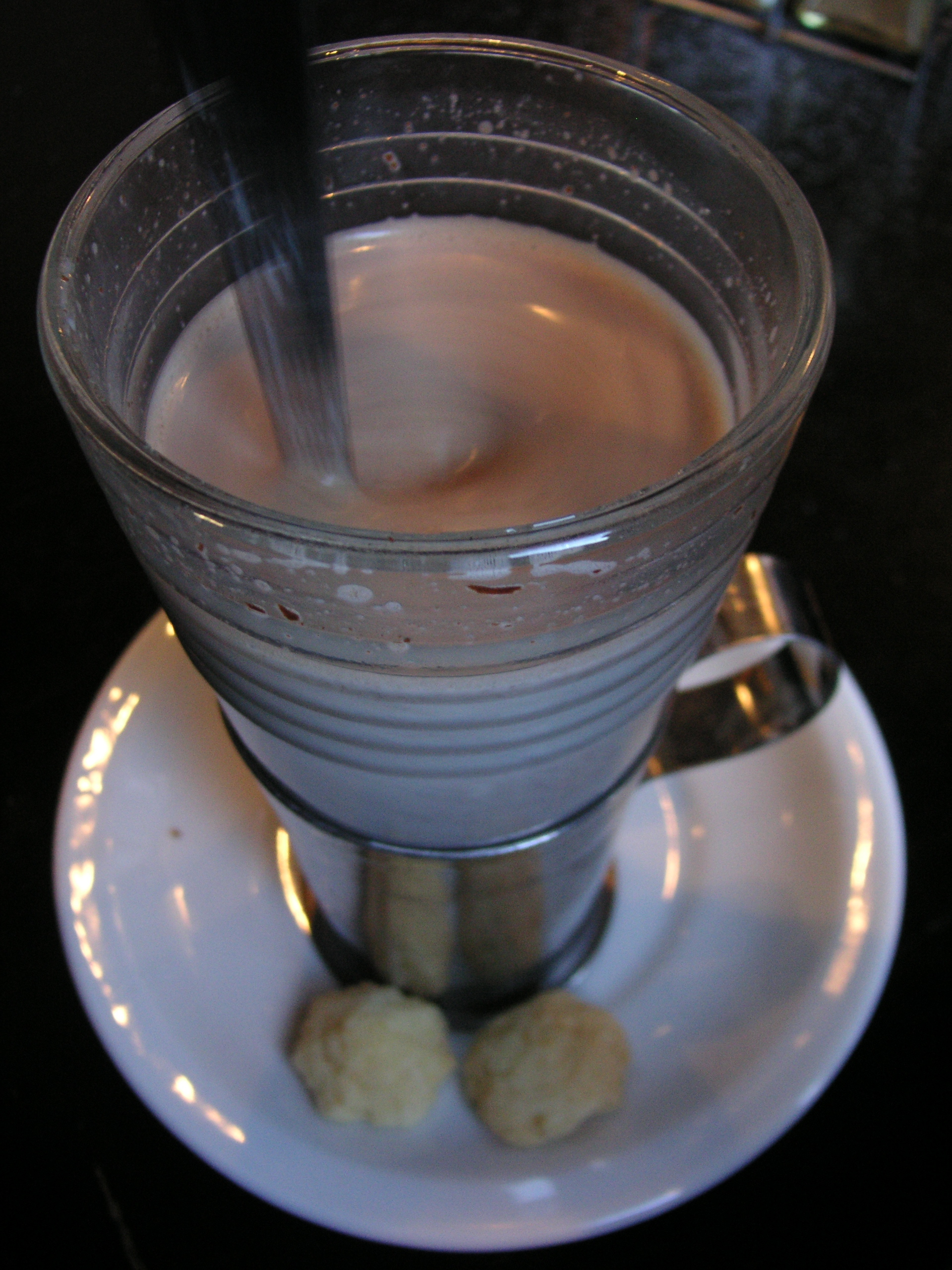
الخطوة الثالثة: تحريك الشراب بقوة باستخدام ملعقة حتى تذوب الشوكولاتة بشكل كامل.
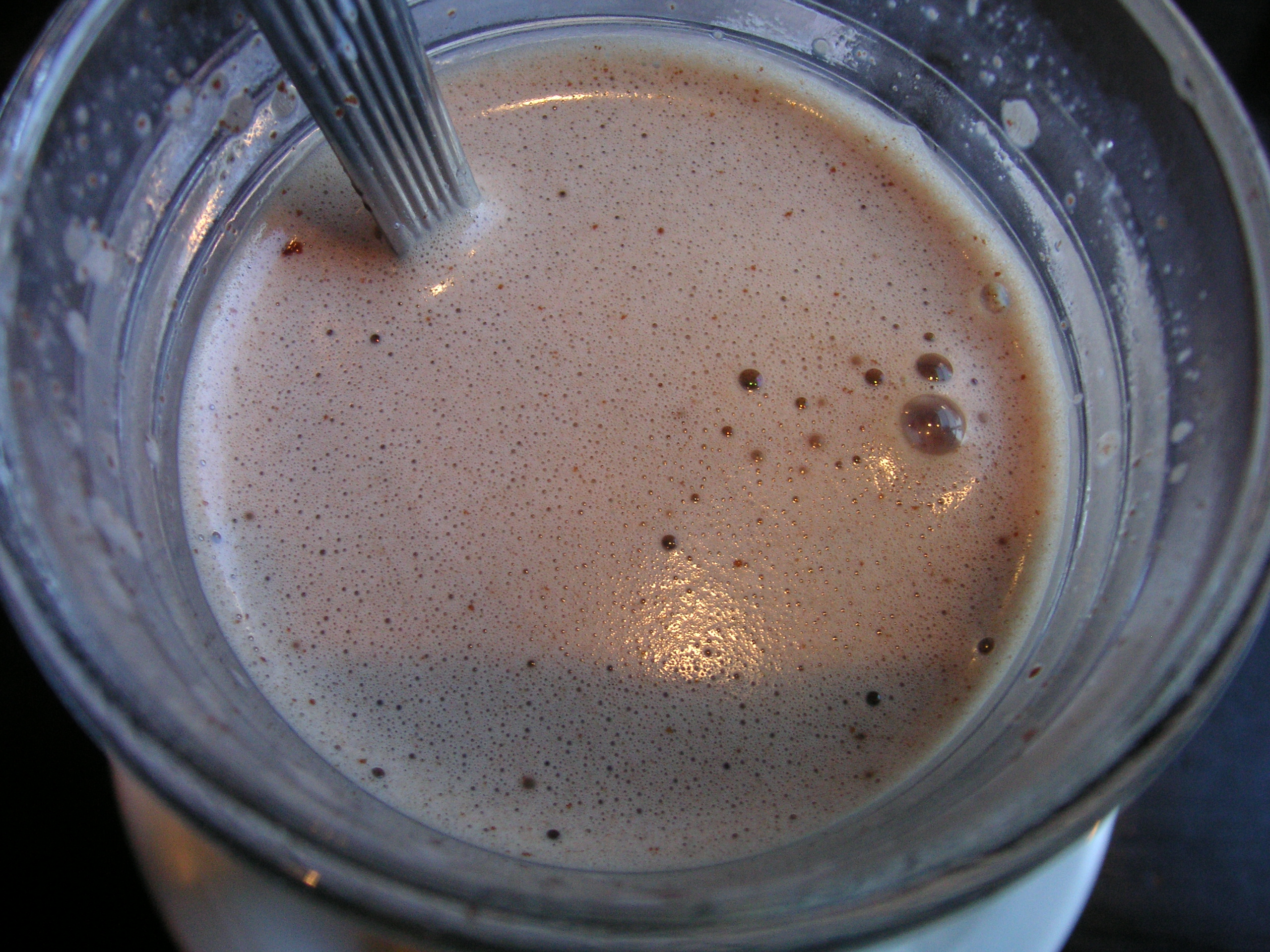
الخطوة الرابعة: ستتشكل الفقاعات على السطح عندما تذوب الشوكولاتة بشكل كامل.